# Husa indická
Husa indická (Anser indicus) nebo husa tibetská je velký vrubozobý pták z čeledi kachnovití.

## Popis

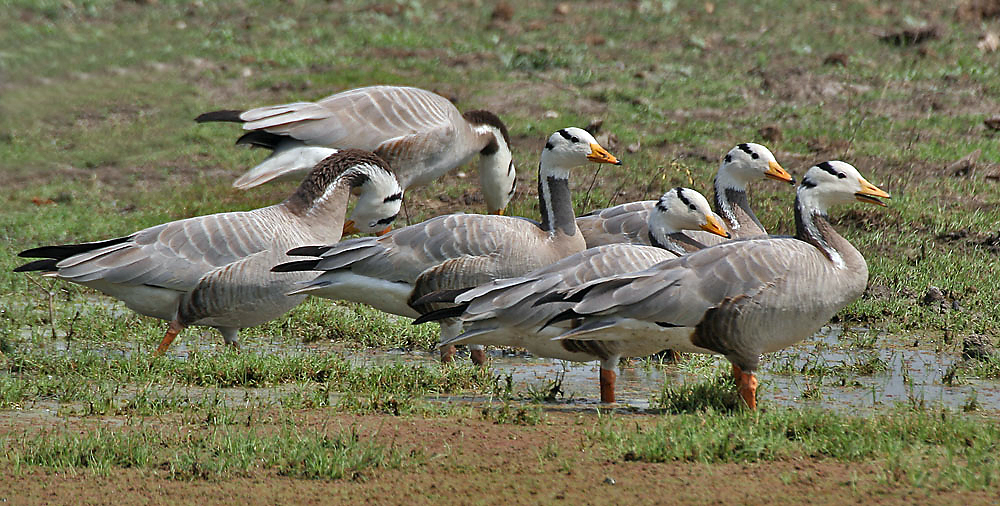
Hejno hus indických

Nezaměnitelná, 70 - 80 cm velká husa s rozpětím křídel kolem 150 cm. Má světle šedé tělo s černými konci křídel, tmavou skvrnou na bocích, černým pruhem na vrchní straně hrdla, bílou hlavou s dvěma příčnými černými proužky v týle a jasně oranžovým zobákem a končetinami. Samec i samice jsou zbarveny stejně, mladí ptáci se podobají dospělcům, ale postrádají charakteristické černé proužky v týle.
Jedná se o nejvýše létajícího ptáka na světě (alespoň z hlediska pravidelnosti přeletů). Při každoročních cestách mezi letními a zimními destinacemi překonává Himálaje a při jejich přeletu dosahuje výšek přes 8000 m n. m. Jeden exemplář byl dokonce pozorován při přeletu hory Makalu o výšce 8463 metrů nad mořskou hladinou. Tyto výkony husám indickým umožňuje jejich krevní hemoglobin, schopný vázat posdstatně víc kyslíku než hemoglobin většiny ostatních živočichů.

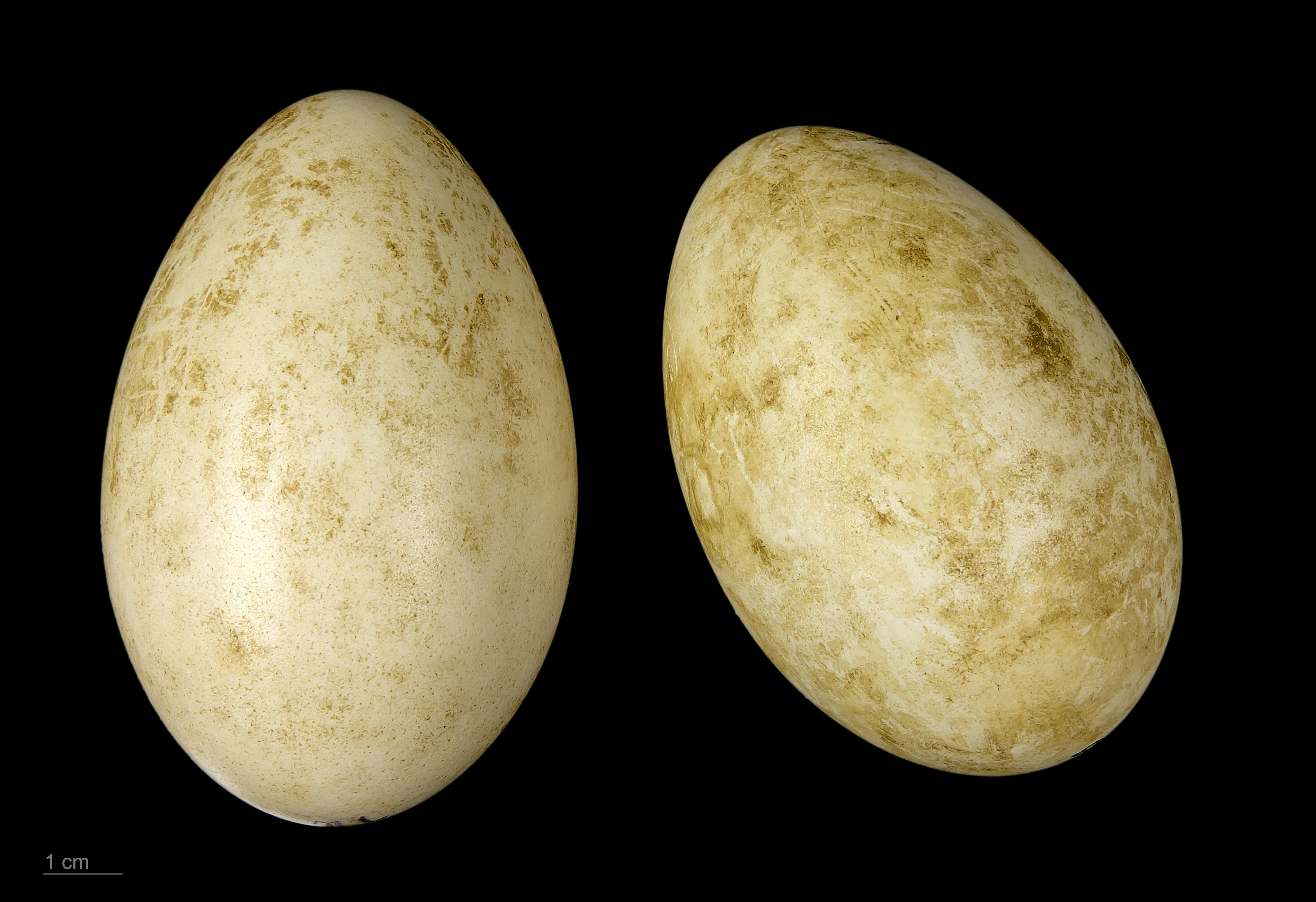
Anser indicus

## Rozšíření
Rozmnožuje se ve střední Asii v blízkosti velkých horských jezer. Populace je odhadována na 52 - 60 000 jedinců, kteří žijí na ploše větší jak 10 000 000 km².  Na zimu migruje v početných hejnech do jižní a jihovýchodní Asie, především do Indie, Myanmaru a na území severního Pákistánu.
V mnoha evropských státech včetně Česka se po celý rok občas vyskytují na větších jezerech, rybnících a mokřinách jednotlivé kusy, případně i malá hejnka, která ulétla z chovů. Introdukována byla do jižního Švédska a Kanady.

## Ekologie
Stejně jako ostatní druhy hus se živí okusem zelených částí rostlin. Jejímu přirozenými predátory jsou především lišky a orli. Hnízdí v početných hejnech, která mohou obsahovat i několik stovek jedinců. Klade 4 až 8 bílých vajec, na kterých sedí průměrně 28 až 30 dní.